# Revolución Universitaria de Bolivia
La Revolución Universitaria de Bolivia o Revolución Universitaria de la UMSA se emprendió en 1970 desde la Facultad de Derecho de la Universidad Mayor de San Andrés (UMSA), ubicada en La Paz. Fue un movimiento estudiantil que, bajo una tendencia socialista, buscaba la transformación y reestructuración de la Universidad que desde la obtención de su autonomía funcionaba bajo un sistema occidentalizado, conservador y liberal, por lo que la intención de la revolución era una formación universitaria que tuviera un papel de incidencia en el desarrollo integral de Bolivia y que no respondiera a intereses extranjeros.

## Antecedentes
Desde inicios de 1960 se pueden identificar cuestionamientos a la institución universitaria, como la búsqueda de mejoras académicas en función al servicio de la comunidad boliviana, o la convergencia de diversos grupos ideológicos que cuestionaban el vacío instrumental en la universidad que impedía pensar en cambios para el país.
El debate sobre el rumbo que debían de tomar las universidades incrementó con la salida del Movimiento Nacionalista Revolucionario (MNR) del poder en 1964 y la llegada de las dictaduras militares, pues la izquierda universitaria comenzó a identificar como enemigo del desarrollo nacional al imperialismo estadounidense que era respaldado por los gobiernos dictatoriales.

## Acontecimientos de la Revolución
Los representantes estudiantiles de izquierda exigían la apertura de la UMSA hacia los sectores populares y el Honorable Consejo Universitario aprobó en enero de 1970 eliminar el examen de ingreso para democratizar la educación, lo que provocó la inserción de 6000 nuevos estudiantes. Esto desencadenó nuevas demandas que tenían que ser resueltas para una verdadera apertura de la educación, como un mayor financiamiento estatal e incremento de la infraestructura, por lo que los universitarios esperaban el apoyo del presidente Alfredo Ovando Candía que se presentaba como líder de un gobierno militar “revolucionario”.
El inicio formal de la Revolución Universitaria se desencadenó en marzo de 1970 por un conflicto entre docentes de la Facultad de Derecho en que el Consejo Directivo desconoció al decano de la Facultad, esto fraccionó a la comunidad estudiantil sobre lo injusto de la decisión que se tomó bajo intereses personales. Ello, aunado al colapso por el incremento de alumnos, llevó a la completa inestabilidad institucional.
Se formó una asamblea docente-estudiantil en la que se concluyó que la destitución del decano era ilegal y se decidió formar un Comité Revolucionario que se encargaría de reestructurar la universidad a nivel ideológico, administrativo y de contenido, en favor del desarrollo nacional.

### Intenciones revolucionarias
El Comité Revolucionario redactó el documento “Bases ideológicas de la Revolución Universitaria de Derecho 1970” donde señalan al imperialismo como el mayor obstáculo para el desarrollo armónico e integral del país, por lo que se declaran enemigos del imperialismo y todos lo que sirvan a él. Declararon que el objetivo último de la Revolución Universitaria era el socialismo, donde el rol de los universitarios es determinante en la construcción de una nueva Bolivia, y para lograrlo debían trabajar en defensa la autonomía universitaria. Y exponían su solidaridad con el gobierno de Alfredo Ovando.
Se le puede reconocer dentro del paradigma de los nuevos movimientos sociales que inician con las revueltas de 1968, por lo que se suma a las movilizaciones mundiales de rebelión de la juventud contra la burguesía, el autoritarismo y el imperialismo, como lo fueron el Mayo Francés o la Liga Comunista 23 de Septiembre. Bajo este paradigma el movimiento se caracterizapor: no tener una clara relación entre los roles estructurales de los participantes, sus demandas suelen ser de carácter cultural y simbólico relacionadas con cuestiones de identidad como lo es buscar el rol de los universitarios en la incidencia social, y es el resultado de un malestar cultural que ha traído la modernidad capitalista.

### Expansión del movimiento
Otras facultades de la UMSA se identificaron con el problema institucional y se unieron al movimiento, mientras que estudiantes del resto del país se movilizaron en contra del gobierno por no atender las necesidades del sistema académico vigente y se fueron sumando al proceso.
El movimiento alcanzó una radicalización política extrema y ante la indiferencia del gobierno respecto a sus intereses y la llegada de Charles Meyer como Subsecretario de Asuntos Latinoamericanos de los Estados Unidos el movimiento alejó su apoyo al gobierno, por lo que en su búsqueda de fortalecer la lucha universitaria se aliaron con la Central Obrera Boliviana (COB) y la Federación Sindical de Trabajadores Mineros de Bolivia (F.S.T.M.B.).
Esta alianza propició que la administración de la UMSA formara organismos docente-estudiantiles paritarios en todos los niveles de la conducción universitaria y se admitiera la participación de representantes de la COB en los Consejos Universitarios.
Así, el interés de los universitarios por colocarse al servicio del movimiento revolucionario acaudillado por la clase obrerales permitió articularse políticamente como una “multitud”por la singularidad de luchas con sus propias identidades pero que se mantienen unidas por objetivos compatibles: el antiimperialismo y la lucha de clases en favor del socialismo. 

### Amenazas a la Revolución Universitaria
Surgieron grupos estudiantiles de extrema derecha que se dedicaron a desprestigiar públicamente a la Revolución tachándola de anárquica. 
A inicios de julio de 1970 apareció el Frente Universitario Nacionalista que estaba aliado con el gobierno de Ovando, el partido de derecha Falange Socialista Boliviana (FSB) y la pandilla de “Los Marqueces” que estaba formada por civiles que perseguían comunistas. El Frente se pronunció de acuerdo con la Revolución Universitaria pero argumentaron que la iban a encaminar hacia su verdadero fin, el cual no responda a intereses extranjeros de dependencia del “imperialismo rojo” y tomaron la universidad por medios violentos dejando 8 estudiantes heridos de bala.

## Represión estatal
Con el golpe de Estado dirigido por Hugo Banzer Suárez (1971) se hizo presente la persecución, encarcelamiento, desaparición y exilio de estudiantes, docentes y administrativos.
El 22 de agosto de 1971 el gobierno ordenó la ocupación militar de la UMSA, mientras que al interior de la Facultad de Derecho había una veintena de estudiantes armados. Cerca de 500 estudiantes bloquearon la avenida y acordaron reunirse en una asamblea para impedir el retorno a las tropas a la universidad. Ataques aéreos y soldados disolvieron a los asambleístas, murieron siete personas, 27 heridas, hubo fusilados y más de 200 apresados. 
El día 23 la asamblea docente-estudiantil solicitó al gobierno al retiro de las tropas y policías de los edificios y predios de la universidad, demandó garantías de libertad a docentes y universitarios perseguidos y detenidos, además de rectificar su compromiso con la revolución emprendida de 1970.
La represión logró la desorganización del movimiento estudiantil porque dificultaba la libre asociación ante la amenaza latente contra sus vidas por parte del terrorismo de Estado.

### Cierre de la UMSA
En el intento estatal de eliminar la organización estudiantil el gobierno decretó la suspensión de las actividades universitarias en la UMSA hasta 1973, lo que representó un perjuicio al país boliviano por falta de profesionales, y también se prohibió dar visa a los estudiantes que buscasen trasladarse para perseguir sus estudios. 
Posteriormente el gobierno de Hugo Banzer propuso la construcción de una Ciudad Universitaria que se pretendía financiar con el presupuesto destinado a la UMSA, y se buscó su cierre para que el edificio pasara a ser parte del Ministerio de Educación. Se creó la Comisión Nacional de Reforma Universitaria enseñaría la reestructuración integral de la Universidad boliviana y estaba constituida por el Ministerio de Educación, siendo el presidente el Dr. Augusto Mendizábal Moya. Esto fue señalado por el movimiento estudiantil como una conducta fascista que echó a la calle a aproximadamente 30,000 estudiantes y más de 2000 catedráticos y funcionarios.
Ante estos cambios institucionales los universitarios partícipes de la Revolución publicaron el “Manifiesto repudiando la destrucción de la autonomía universitaria” en el que señalaba que el culpable del golpe de Estado de Banzer y sus consecuencias era el imperialismo estadounidense porque fue una forma de contener el ascenso de la revolución socialista que proliferó en el país y que amenazó sus intereses sobre el saqueo de los recursos naturales de Bolivia que ha perfeccionado la dependencia colonial.

### Ley Fundamental de la Universidad Boliviana
El 2 de junio de 1972 se promulgó la “Ley Fundamental de la Universidad Boliviana”, producto de la reforma universitaria de Banzer, bajo la consideración de que el concepto “autonomía” fue deformado con un criterio insensible a la realidad del país, y provocó confusión y anarquía.Que entre sus características destacan:
- Preparar a la juventud para incidir en el terreno político
- Reintroducir el examen de admisión, acabando con uno de los más trascendentales logros de la izquierda universitaria.
- Limitar la participación estudiantil en los consejos universitarios y facultativos, además del reconocimiento de las organizaciones estudiantiles
- Prohibir los movimientos de protesta de profesores y alumnos
- Impulsar la designación de autoridades desde las esferas de gobierno, por lo que se suspendieron las elecciones de rectores y decanos.
- Autorizar al gobierno a intervenir las universidades en cualquier circunstancia, bajo el título de la "no extraterritorialidad" de las universidades.

## Otras perspectivas
El 23 de noviembre de 1971 un llamado Movimiento Antiimperialista Universitario aliado al MNR publicó un “Manifiesto universitario” en el que celebraba el cierre de la UMSA y afirmaban que los militantes de la Revolución Universitaria iniciada en 1970 habían malentendido el término de la “autonomía” porque la universidad debe, según su perspectiva, trabajar en coordinación con el Estado para hacer efectiva la liberación nacional. Estas declaraciones fueron tomadas por los revolucionarios como un intento de la derecha para lidiar con la represión.